# Ваник, Ян
Ян Ва́ник (чеш. Jan Vaník; 7 мая 1891 или 11 апреля 1892, Прага, Цислейтания — 12 июня 1950) — австрийский и чехословацкий футболист, игравший на позиции нападающего.
Выступал за клубы «Спарта» и «Славия», а также национальную сборную Чехословакии. Трехкратный чемпион Чехословакии.

## Карьера в «Спарте»
Родился 7 мая 1891 года в городе Прага. Воспитанник юношеских команд футбольных клубов «Летна» (1907—1908) и «Бубенеч» (1908—1910). Отличался тонкими финтами и идеальной техникой владения мячом, известен как мастер исполнения штрафных ударов.
В 1910 году присоединился к клубу «Спарта». Клуб в то время находился в тени своего конкурента клуба «Славия», который очень сильно выступал не только в местном чемпионате, но и на международной арене. Кроме Ваника, в «Спарте» подобралось несколько молодых и перспективных футболистов. Прежде всего следует выделить Вацлава Пилата, Антонина Фивебра. Из «Славии» в клуб вернулся бомбардир Йозеф Белка. В первой половине 1911 года «Спарта» потерпела разгромное поражение от «Славии» со счётом 2:9, а затем в сентябре проиграла 1:3. Но уже через месяц клуб Ваника сумел прервать длительную серию неудач в играх с принципиальным соперником.
На домашнем стадионе «Спарта» победила со счётом 3:1. Пятёрка нападающих команды выглядела так: Ваня — Белка — Пилат — Ваник — Шпиндлер. Два гола забил Белка и ещё один на счёту Ваника. В следующем, 1912 году команду пополнили ещё несколько многообещающих игроков — вратарь Ян Задак, защитники Мирослав Поспешил и Антонин Гоер, нападающий Йозеф Шроубек. Весной клуб получил приглашение провести товарищеские показательные матчи в Испании против любительских команд из Англии и Франции. «Спарта» дважды победила англичан 2:0 и 5:1, а затем одолела сборную Парижа со счётом 5:0. Летом 1912 года команда разгромила «Славию» — 4:0. Ваник забил один из голов, также отличились Фивебр и дважды Белка. В конце года «Спарта» стала чемпионом Богемии. Сначала клуб выиграл группу А, где встречался, в частности, со «Славией». Ваник в третьем дерби подряд отличился голом, но матч был остановлен на 30-й минуте при счёте 1:1. Арбитр матча удалил Фивебра и Росмайсля, но они отказались сойти с поля. Переигровка не состоялась из-за отказа «Славии», которой присудили техническое поражение. В финальном турнире чемпионата для победителей групп «Спарта» обыграла «Моравскую Славию» (Брно) (6:2) и «Колен» (1:1, 4:0).
В 1913 году матч чемпионата Богемии «Славия» — «Спарта» завершилась победой первой со счётом 2:0, а авторами забитых голов стали Ваник и Пилат. Но из-за потерь очков в других матчах клуб завершил соревнования на втором месте.
В 1914 году «Спарта» отправилась в турне в Польшу, где одержала четыре победы с общим счётом 49:0. Далее клуб поехал в Хорватию, где также успешно выступал. 28 июля «Спарта» проводила матч с соперником из Сплита. Первый тайм завершился победой чешской команды со счётом 3:1. В перерыве игроки узнали новость, что Австрия объявила войну соседней Сербии. Началась Первая мировая война. У игроков «Спарты» было полчаса, чтобы успеть на последний пароход, чтобы безопасно вернуться в Прагу.
Автором последнего предвоенного гола клуба стал Ян Ваник. На внутренней арене «Спарта» и «Славия» в 1914 году провели три матча, но ни в одном из них Ваник не забивал. Однако уже в апреле 1915 года он забил единственный победный гол в дерби, а месяц спустя забитым голом присоединился к ещё более существенной победе со счётом 4:0.
Последнее дерби против «Славии» в составе «Спарты» для Яна сложилось неудачно. В ноябре 1915 года его клуб уступил «Славии» в чемпионате Богемии со счётом 1:5. В 1915 году «Спарта» стала победителем Кубка милосердия. В полуфинале команда победила «Викторию» (Жижков) (1:1, 4:1), а в финале «Спарту» (Кладно) — 6:2.
Вскоре Ваник был мобилизован на фронт. Всего в составе «Спарты» Ваник сыграл 247 матчей и забил 449 голов.

## Карьера в «Славии» до войны
На полях Первой мировой войны Ваник получил ранение руки, в результате которого остался инвалидом. Он больше не мог зарабатывать на жизнь профессией маляра. Вернувшись в Прагу, получил приглашение от «Славии», предложившей футболисту не только место нападающего, но и работу в клубной канцелярии. Этот переход ещё больше усугубил напряжение между лидерами чешского футбола.
Уже в конце 1916 года Ваник играл и забивал за новый клуб. Дебютировал 12 ноября в матче против «Ференцвароша» (4:1). Через неделю забил гол в выездном товарищеском матче против австрийского клуба «Аматоре» (7:3).
В 1917 году «Славия» показывает высокий уровень игры, не в последнюю очередь благодаря результативности Ваника. Клуб одерживает ряд ярких побед на международном уровне. В частности, провёл четыре матча с венгерским «Ференцварошем», в трёх из которых отпраздновал победу и один свёл к ничьей — 4:3, 3:1, 1:1, 5:2. Ещё более убедительно клуб обыграл австрийский клуб «Винер АК»: 9:0 (хет-трик Ваника), 10:0 против «Аматоре» (Ваник забил как минимум два), 9:1 против «Слована» (два гола забил Ян).
Проведением чемпионата Чехословакии 1917 занимался Австрийский футбольный союз. В высший дивизион включили 4 команды: «Славию», «Спарту», «ДФК Прага» и «Викторию». Но австрийские чиновники не учли давнюю рознь между «Славией» и «ДФК Прага». Представители «Славии» с самого начала сообщили, что не будут играть против ДФК. Матч с «Викторией» завершился ничьей 3:3, а «Спарту» победили со счётом 5:0. Это было первое дерби Ваника в составе Славии и он сразу забил в ворота бывшего клуба. Против ДФК команда играть матч отказалась и получила техническое поражение 0:3. Немногим позже на заседании федерации «Славию» наказали суровее, отобрав очки в матчах с «Викторией» и «Спартой».
Осенью 1917 года проводился чемпионат Богемии с участием восьми команд. Первые четыре матча «Славия» выиграла с общим счётом 21:4, а Ваник забил больше всех — 9 голов. Но в следующих поединках команду ждали технические поражения из-за выступлений нескольких игроков клуба за сборную Австрии, среди таких игроков был и Ваник.

## Сборная Австрии
Во время войны в 1916 году Чешская футбольная федерация была распущена, а клубы перешли под крыло Австрийской федерации. Между Богемией и Австрией установились тесные футбольные связи. Чешские футболисты могли получать приглашение в сборную Австрии. В апреле 1917 года в Вене состоялся товарищеский матч между сборной Богемии и сборной Нижней Австрии, за которую играли футболисты столичных клубов. Матч завершился ничьей 2:2, а голы за Богемию забили Прошек и Ваник. Оба футболиста были приглашены в сборную Австрии. 15 июля 1917 года они сыграли в товарищеском матче против Венгрии (1:4).
В середине сентября в Праге снова встретились Богемия и Нижняя Австрия. На этот раз Богемия победила со счётом 3:1, два гола забил Ваник и ещё раз отличился Седлачек. Ряд игроков «Славии» пригласили в состав австрийской команды. Кроме Ваника и Прошека, это были Франтишек Фихта и Йозеф Седлачек. Все четверо 7 октября сыграли в матче с той же Венгрией, завершившейся поражением Австрии со счётом 1:2. Проблемой стало то, что к моменту проведения матча чешские футбольные функционеры уже объявили о выходе из Австрийской федерации и возобновлении деятельности Чешской футбольной федерации, поэтому поступок футболистов был признан нарушением. Игроки получили дисквалификации. Представителям «Славии» удалось оспорить это решение и снять дисквалификацию с футболистов. Но «Славия» к тому моменту успела получить три технических поражения в чемпионате Чехии, так как соперники отказывались играть при участии этих четырёх игроков.

## Карьера в «Славии» после войны

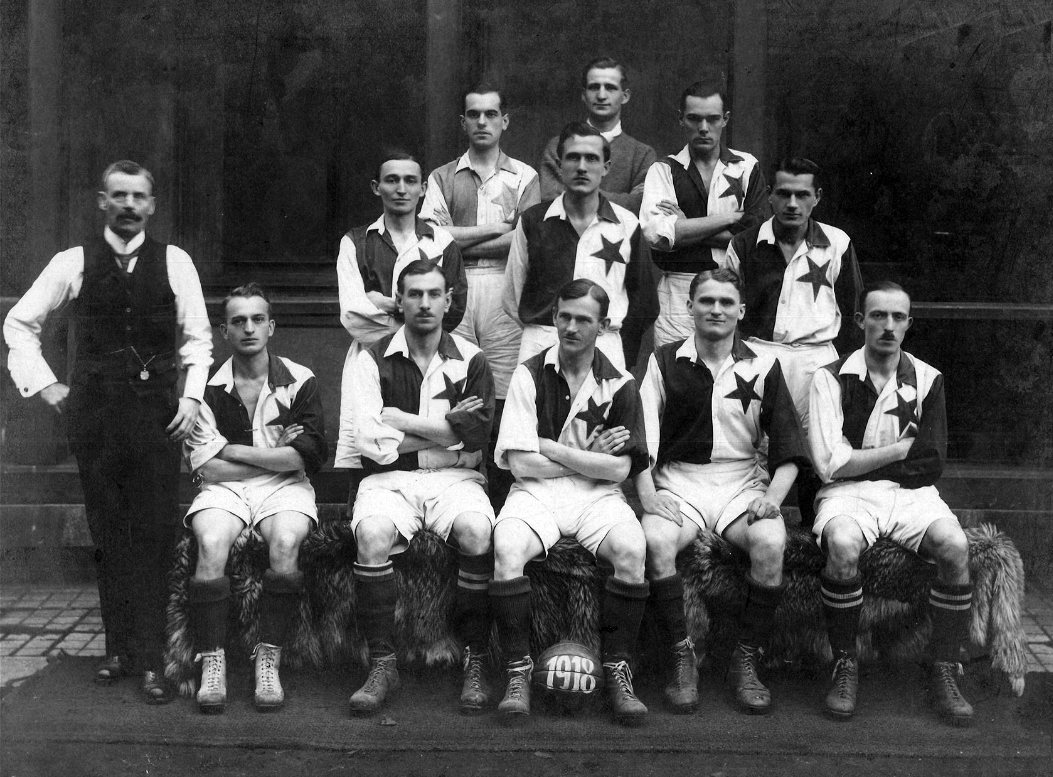
«Славия» в 1918 году. Ваник второй справа в нижнем ряду.

Первый послевоенный чемпионат Чехословакии 1918 года выиграла «Славия». Сведений о сыгранных матчах осталось немного, но есть некоторая общая статистика. «Славия» выиграла все восемь матчей чемпионата с общим счётом 54:3 (или 53:3 по другим данным). Ваник за год сыграл за клуб 30 матчей и забил 28 голов. «Спарту» в чемпионате победили со счётом 1:0 (автор гола не известен), а также обыграли 4:2 (Ваник забил три гола) в пасхальном турнире. Этот турнир был сыгран с 23 марта по 1 апреля и победу в нём праздновала «Славия», которая кроме «Спарты» также обыграла «Викторию» (1:0) и «Вршовице» (5:2). Во второй половине 1918 года был организован первый розыгрыш Среднечешского кубка. В финале турнира сошлись «Славия» и «Спарта». Ваник забил свой очередной гол, но его команда уступила со счётом 1:4.
На тот момент «Спарте» удалось собрать очень сильный состав. В клуб вернулись бывшие лидеры, ещё игравшие с Ваником в довоенные времена: Вацлав Пилат, Карел Пешек, Антонин Фивебр, Антонин Гоер, Мирослав Поспешил. Среди новичков выделялся Йозеф Седлачек (перешедшего из «Славии» в 1918 году). Клуб вошёл в период, который в истории носит название «Железная Спарта», сопровождающееся его доминированием на внутренней арене. С 1919 года по 1923 год клуб пять лет подряд будет одерживать победу в Среднечешской лиге, выдав серию из 60 побед подряд в чемпионате.
Для «Славии» же наоборот наступил период спада результатов. Если в 1919 году клуб занял второе место в чемпионате, то в 1920 году опустился аж на шестое, а в 1921 году был третьим. В Среднечешском кубке три года подряд с 1919 по 1921 год в финале играли «Спарта» с «Викторией». Но результативность Ваника оставалась на высоком уровне. В 1919 году он забил 11 голов в восьми матчах чемпионата. В 1920 году на его счёту 54 гола во всех матчах за клуб, а в 1921 году — 36 голов.
Из-за небольшого количества официальных матчей на внутренней арене, «Славия» проводила много международных товарищеских поединков, вызывавших в то время большой ажиотаж в прессе и среди болельщиков. Среди матчей с участием Ваника в 1919 году можно отметить победы над загребским клубом «Граджянски» (3:2, с двумя голами Яна) и венским Слованом (4:0, два из которых забил Ян). Два гола забил Ваник и в ворота «Спарты» в товарищеском матче, завершившемся победой со счётом 3:2, но в чемпионате его клуб проиграл 0:2. В 1920 году «Славия» проиграла «Спарте» и в чемпионате (0:2), и в товарищеской игре (0:4). В марте команда впервые сыграла серию матчей с испанской «Барселоной», но не слишком удачно — 2:3, 0:0, 0:6. Также в марте Ваник снова забил два гола австрийскому «Словану» (5:1).
Матч чемпионата Чехословакии 1921 года между «Спартой» и «Славией» закончился скандалом. В середине второго тайма при счёте 1:0 в пользу «Славии» судья назначил пенальти в ворота «Славии» за игру рукой Антонина Раценбергера. Сам Раценбнргер категорически не согласился с таким решением, а партнёры по команде поддержали его и сошли с поля. Федерация футбола присудила переигровку, завершившуюся победой «Спарты» со счётом 2:1. В товарищеских матчах Ваник снова много забивал в ворота австрийских клубов: «Флоридсдорферу» (4:0, 1 гол и 6:2, 2 гола), ВАКу (5:0, 2 гола и 11:2, 5 голов) и «Рудольфшюгелю» (2:1, Ваник забил победный гол). Также «Славия» провела ряд матчей против команд из Дании. В частности, дважды сыграла с клубом «Болдклуббен 1903». В обоих матчах, завершившихся с одинаковым счётом 2:2, Ваник забивал по голу.
В «дерби» чемпионата 1922 года «Славия» без шансов проиграла «Спарте» со счётом 0:3, но выиграла оставшиеся 12 матчей, в которых Ваник забил 13 голов. В товарищеских матчах Ян тоже много забивал. Следует выделить две его локальные победы: он стал автором победного гола в резонансном поединке в ворота шотландского «Селтика» (3:2), а также дважды забил австрийскому «Рапиду» (3:2). Осенью 1922 года «Славия» взяла реванш у «Спарты», победив в полуфинале Среднечешского кубка 1922 года. Для определения победителя командам пришлось сыграть трижды. Первый матч завершился вничью 2:2 (Ваник забил с пенальти), второй был прерван при счёте 0:0 из-за сложных погодных условий и только в доигровке «Славия» победила со счётом 1:0 (гол забил Слоуп-Штапл, постоянный партнёр Ваника по линии нападения клуба того времени). Из-за затяжного полуфинала, финальный поединок был перенесён на следующий год. В решающем матче «Славия» обыграла клуб «Чехия Карлин» со счётом 3:2 (Ваник забил один гол) и завоевала свой первый трофей с 1918 года. Формально матч состоялся в 1923 году, но это был розыгрыш 1922 года. В розыгрыше 1923 года «Славия» дошла до финала, где сыграла со «Спартой». Ваник забил единственный гол своей команды, проигравшей со счётом 1:3. Забил Ян «Спарте» и в матче чемпионата, также принёсшего победу «Спарте» — 4:6. «Славия» второй год подряд была второй в Среднечешской лиге.
В конце 1923 года «Славия» отправилась в Испанию. Команда победила со счётом 9:2 и сыграла вничью 4:4 с «Атлетиком» (Бильбао), а также обменялась победами с «Барселоной» — 0:1 и 3:2. Ваник сыграл во всех четырёх матчах и забивал в обоих поединках с «Атлетиком».

## Сборная Чехословакии

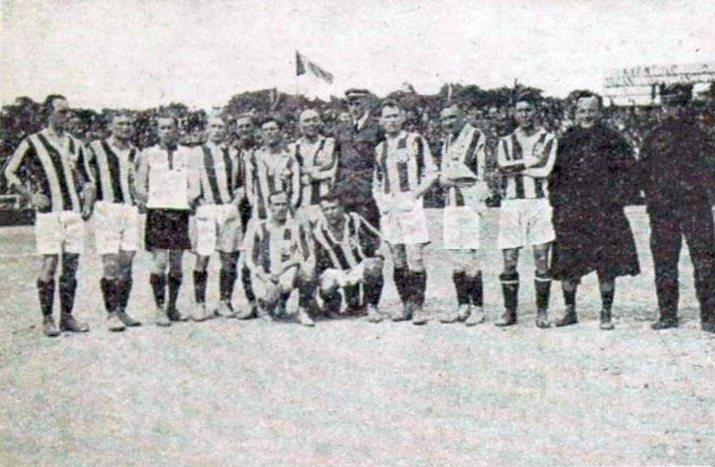
Чехословакия на Межсоюзнических играх. Ваник второй слева.

В 1919 году была сформирована сборная Чехословакии для участия в Межсоюзнических играх, крупных спортивных соревнованиях, организованных странами-победителями в Первой мировой войне. Участие в соревнованиях принимали действующие и бывшие военные вооружённых сил своих стран. Чехословакию представляли ведущие футболисты сильнейших клубов страны — пражских «Спарты» и «Славии», а также «Виктории» из Жижкова. Известные футболисты играли за сборные Франции, Италии и Бельгии, фактические национальные сборные привезли также Румыния и Греция. Впрочем, матчи турнира не входят в официальный реестр ФИФА. Тренером чехословацкой команды был назначен Джон Уильям Мадден, наставник «Славии». Но самую большую ставку он сделал на игроков «Спарты». Из состава «Славии» в основе команды играли Валентин Лоос, Вацлав Прошек и Ян Ваник.
Игры проводились в Париже на новом стадионе Першинг. Чехословакия выступала группе Б, одержав три победы. Сборную Бельгии, главного конкурента в группе, Чехословакия обыграла в первом туре со счётом 4:1. Согласно чешским источникам Ваник забил один из голов, хотя французская периодика того времени указывает других авторов. В следующих матчах Чехословакия победила США (8:1, два гола Ваника) и Канаду (3:2, один гол забил Ян).
В финальном матче соперником чехословацкой команды стала сборная Франции, хозяева турнира. В первой половине первого тайма французам удалось забить два гола. Гол Ваника на 31-й минуте сократил счёт в матче. Во втором тайме Мадден совершил тактическую перестановку. Перевёл в защиту Ярослава Червеного, а в нападение вернул Антонина Янду. Янда играл защитника в финале из-за травмы Антонина Гоера на групповом турнире. Счёт 1:2 держался до 84-й минуты, но Янда сумел забить два гола и принести победу сборной Чехословакии.
Через год сборная национальной сборной Чехословакии стала участником Олимпийских игр 1920 года в Антверпене. Большинство участников Межсоюзнических игр осталось в команде, как и тренер Мадден. Футболистов «Спарты» в сборной стало ещё больше. В первом матче против Югославии «Славию» представлял только Ваник. Его партнёрами по линии нападения были только игроки «Спарты» — Йозеф Седлачек, Антонин Янда, Вацлав Пилат и Отакар Шквайн. Ваник и Янда забили по три гола, ещё один на счёту Седлачека, а сборная победила со счётом 7:0. В четвертьфинале против Норвегии (4:0) Янда снова отличился хет-триком, а Ваник забил один гол. В полуфинале Чехословакия одержала победу во Франции (4:1). На этот раз героем стал забивший три гола Шквайн-Мазал, а ещё один на счёту защитника Карела Стайнера. Финальную игру против хозяев турнира бельгийцев чехословацкая команда не доиграла, оставив поле при счёте 0:2 из-за пристрастного, по их мнению, судейства. Последней каплей стало удаление Карела Стайнера на 39-й минуте матча за фол против нападающего бельгийцев, после чего капитан сборной Чехословакии Карел Пешек вывел свою команду с поля. В итоге Чехословакия была дисквалифицирована и не получила даже серебряные медали.
С 1921 по 1925 год Ваник сыграл 8 товарищеских матчей за сборную, в которых забил 6 голов. Все голы пришлись на четыре поединка против сборной Югославии. Самым результативным для него стал матч 1921 года, в котором Ян забил четыре гола. Первый тайм матча завершился нулевой ничьей, а во втором команды стали много забивать. Кроме Ваника ещё два гола забил Янда, а в общем матч завершился со счётом 6:. С учётом матча олимпийского турнира Ваник 9 голов из 10 забил именно югославской сборной.

## Победитель профессиональной лиги
В 1924 личной встрече против «Спарты», «Славия» без участия Ваника победила главного конкурента со счётом 2:1. Но чемпионат 1924 года не был завершён, так-как футбольное сообщество Чехословакии решило учредить профессиональную футбольную лигу. На момент остановки турнира команды провели разное количество матчей. «Славия» лидировала в таблице, опережая на одно очко Викторию (Жижков), хотя и сыграла на один матч больше. В апреле 1924 года «Славия» и «Спарта» сыграли вничью 1:1 товарищеский матче. Этот матч примечателен тем, что стал последним 29-м дерби в карьере Ваника. 12 из них он провёл в форме «Спарты» и 17 за «Славию». Забил 16 голов, из которых 6 за «Спарту» и 10 за «Славию».
Для Ваника 1924 год получился не очень успешным. Он достаточно много матчей пропускал и забивал меньше, чем в лучшие годы. Но последний свой сезон в карьере Ян провёл на высоком уровне. В весенних товарищеских матчах 1925 года Ваник, в частности, забил единственный гол «Нюрнбергу» (1:0), по два раза забил в ворота «Ференцвароша» (6:0) и «Хакоаха» (3:5), в июне забил гол в показательном матче с венгерским МТК (2:1), состоявшемся в Германии.
В первом профессиональном чемпионате Чехословакии 1925 года ветеран также много забивал. 10 команд сыграли турнир в один круг, хотя изначально планировался полноценный турнир, но произошло очередное изменение регламента с переходом на систему осень-весна. Уже в первой игре чемпионата против клуба «Либень» (9:3) Ваник забил три гола. Борьбу за титул традиционно вели Славия и Спарта, которые должны были сыграть между собой в конце турнира. Очную встречу конкурентов Ваник пропустил и его команда потерпела единственное поражение в сезоне — 0:2. «Спарта» догнала соперника по потерянным очкам, но «Славия» сохраняла значительное преимущество по разнице мячей. Эта разница превысила 10 голов в последнем туре, когда «Славия» с тремя забитыми голами Ваника обыграла «Вршовице» со счётом 5:0. Почти все матчи чемпионата были сыграны до конца июня, но объявление чемпиона пришлось отложить до ноября, когда «Спарта» проводила перенесённый поединок с тем же «Вршовице». В перенесённой игре «Спарту» устраивал выигрыш с двузначным счётом. Победить удалось со скромным счётом 3:2, что сделало «Славию» первым чемпионом профессиональной лиги Чехословакии. Также официально стало известно, что Ян Ваник стал лучшим бомбардиром первого профессионального чемпионата Чехословакии с результатом в 13 голов. В тот момент ветеран уже завершил активные выступления в составе клуба. В новом чемпионате 1925-26 годов он сыграл три первых поединка чемпионата, в которых забил 6 голов. Последний матч и последний гол в чемпионате провёл 28 сентября 1925 года в игре с командой «Лебень» (5:1).
В составе «Славии» в 1916—1925 годах сыграл 401 матч и забил 349 голов.

## После завершения карьеры
Ещё во время активных выступлений Ян Ваник очень поддерживал молодых игроков, проводил лидерские курсы. Продолжил работать с юниорами он и после окончания карьеры. Индржих Шолтис, Йозеф Чапек, Йозеф Чтыржокий и Адольф Шимперский позже благодарили Ваника, за значительный вклад в их футбольный рост. Помогал Ваник на ранних этапах карьеры также Франтишеку Планичке и Йозефу Сильному.
Умер 12 июня 1950 года на 59 году жизни.

## Титулы и достижения

### Командные
- Чемпион Чехословакии (3):

«Спарта»: 1912
«Славия»: 1918, 1925
- Обладатель Кубка милосердия (1):

«Спарта»: 1915
- Обладатель Среднечешского кубка (1):

«Славия»: 1922
- Финалист Олимпийского футбольного турнира:

Чехословакия: 1920

### Личные
Лучший бомбардир чемпионат Чехословакии:
«Славия»: 1925 (13)